# 非法获取计算机信息系统数据、非法控制计算机信息系统罪
非法获取计算机信息系统数据、非法控制计算机信息系统罪，是《中华人民共和国刑法》第285条第2款规定的罪名。法律条文为：
违反国家规定，侵入前款规定以外的计算机信息系统或者采用其他技术手段，获取该计算机信息系统中存储、处理或者传输的数据，或者对该计算机信息系统实施非法控制，情节严重的，处3年以下有期徒刑或者拘役，并处或者单处罚金；情节特别严重的，处3年以上7年以下有期徒刑，并处罚金。

## 构成要件
本罪名为一般犯罪主体的故意犯罪。
侵犯的客体为“国家事务、国防建设、尖端科学技术领域”以外的普通的计算机信息系统。根据2011年8月1日《最高人民法院、最高人民检察院关于办理危害计算机信息系统安全刑事案件应用法律若干问题的解释》第11条规定，计算机信息系统是指具备自动处理数据功能的系统，包括计算机、网络设备、通信设备、自动化控制设备等。
本罪名为选择性罪名。即犯罪行为包括非法获取计算机信息系统数据、非法控制计算机信息系统两种行为的一种或多种。这两种行为分别构成了以计算机信息系统作为对象的犯罪与作为工具的犯罪。实现上述行为的前提方法是侵入计算机信息系统或者“采用其他技术手段”。根据该罪名的司法解释（见本文下节），仅仅是侵入普通的计算机信息系统不能认定为“情节严重”，因而不构成犯罪。
该罪名为2009年2月28日全国人大常委会通过的《刑法修正案(七) 》增设。

## 入罪标准
根据2011年8月1日《最高人民法院、最高人民检察院关于办理危害计算机信息系统安全刑事案件应用法律若干问题的解释》
第1条：非法获取计算机信息系统数据或者非法控制计算机信息系统，具有下列情形之一的，应当认定为刑法第285条第2款规定的「情节严重」：
1. 获取支付结算、证券交易、期货交易等网络金融服务的身份认证信息10组以上的；

2. 获取第1项以外的身份认证信息500组以上的；
3. 非法控制计算机信息系统20台以上的；
4. 违法所得5000元以上或者造成经济损失1万元以上的；
5. 其他情节严重的情形。

实施前款规定行为，具有下列情形之一的，应当认定为刑法第285条第2款规定的「情节特别严重」：
1. 数量或者数额达到前款第1项至第4项规定标准5倍以上的；
2. 其他情节特别严重的情形。

明知是他人非法控制的计算机信息系统，而对该计算机信息系统的控制权加以利用的，依照前两款的规定定罪处罚。

## 与其他罪名的关系
- 非法获取计算机信息数据罪与盗窃罪，有密切的联系。作为盗窃对象的财物必须能被控制和占有，且不能为多人占用、使用、收益和处分的公私财物。计算机信息系统的帐号、密码和游戏装备一般不具备独占性，并且其真正的所有者是网络公司或计算机信息系统的运行者，客户只拥有使用权，且难以由法定的计价部门对其定价。例如，通过网络非法获取公开招聘录用考试的报名名单，就难以定价。两高司法解释对非法获取计算机信息数据罪违法所得5000元为入罪标准。

## 案例
- 2010年上海一名《劲舞团》网游玩家运行黑客软件，非法侵入并远程操控55台他人计算机作为“傀儡机”，多次对《劲舞团》网络游戏服务器发动DDOS攻击。上海市徐汇区人民法院于2011年7月21日作出一审宣判，以非法控制计算机信息系统罪判处被告有期徒刑11个月，并处罚金人民币2000元，犯罪工具予以没收。 [2]
- 2010年至2011年，天津市的10名被告人以产业链方式分工合作利用木马程序窃取他人网络游戏账号、密码并转售。天津市河西区人民法院于2012年7月19日以犯非法获取计算机信息系统数据罪，分别判处这10名被告人一年至四年六个月不等的有期徒刑，并分别处罚金。[3]